# Pere Damià
Pere Damià (Ravenna, Estats Pontificis 1007 - Faenza, 21 de febrer de 1072), nascut com a Pier Damiani o Pier di Damiano, va ser un religiós camaldulès, teòleg, bisbe i cardenal (nomentat en 1057 o 1058 pel papa Esteve IX) italià, canonitzat i venerat com a sant a l'Església Catòlica. Va ser proclamat Doctor de l'Església el 1823. Va ser un gran moralista i reformador de l'Església del seu temps, autor d'importants escrits litúrgics, morals i teològics, a més de gran llatinista.

## Biografia
La font principal per a la vida del sant és la Vita Petri Damiani, biografia escrita pel seu deixeble i secretari personal Joan de Lodi, monjo de Fonte Avellana. A banda, les seves nombroses cartes en donen detalls biogràfics.

### Primers anys i estudis (1007-1035)
Pietro va néixer a Ravenna al final del 1006 o començament del 1007; ell mateix, en una carta, diu que havia nascut cinc dies abans de la mort de l'emperador Otó III del Sacre Imperi. La seva família havia estat important, però havia anat a menys. Pere era el menor de set germans: Damià, que va ser monjo, un noi, Marí, Rodelinda, Sufficia i una altra germana. Orfe, va ser criat per la seva germana Rodelinda i, després, a casa del segon dels seus germans, que el va maltractar i el va tenir com a servent. Se'n va anar cap a casa de Damià, l'altre germà seu. Probablement, en reconeixement de l'acull, va afegir al seu nom ''Damian'', o sigui, «el de Damià».
Damià era arxipreste a Ravenna; va fer que Pere tingués una formació i el va enviar a una escola de Faenza, a la catedral o a algun dels monestirs. Hi va ser des del 1022 al 1025. Acabats els estudis, se'n va cap a Parma, on va estudiar les arts liberals—el trivium i el quadrivium—entre 1026 i 1032.
Va tornar llavors a Ravenna i va començar a ensenyar arts liberals entre el 1032 i el 1035. Probablement es fes clergue (diaca o amb ordes menors). Llavors, al període 1034-35, va ser ordenat prevere pel bisbe Gebeard d'Eichstätt.

### Vocació monàstica
Mentrestant havia madurat la idea de fer vida monàstica. Ja portava un estil de vida d'austeritat, dedicat a l'estudi i la pregària, la caritat i els dejunis. El mateix Pere Damià explicava que la decisió final va venir d'un incident que va interpretar com un senyal diví. Sovint convidava a dinar a casa seva alguns pobres; un dia que dinava amb un cec, li oferí un pa negre, de pitjor qualitat, guardant per si mateix un pa blanc. Una espina de peix se li clavà a la gola i estigué a punt d'ofegar-lo. S'adonà llavors que havia estat egoista i que allò era un càstig, i oferí al cec el pa bo, i llavors l'espina va empassar.
A Ravenna va conèixer alguns eremites de Fonte Avellana, eremita fundat encara no feia gaire, que seguia una regla similar a la l'Orde de la Camàldula, suposadament donada a l'abadia per Romuald de Ravenna. Decidí, en veure'n la modèstia, de seguir-los i fer-s'hi monjo, probablement, cap a l'any 1035, i prior del monestir. A Fonte Avellana, va ensenyar als altres monjos qüestions de teologia i va redactar una Regula vitae eremiticae, basada en els ensenyaments de Romuald, que fou adoptada per altres eremites de la regió. Van crear junts la Congregació de Fonte Avellana; malgrat algunes llegendes que fan més antiga la congregació, se'n pot considerar Pere Damià el fundador real. Cap al 1040, l'abat de Pomposa, Guido Monaco va demanar al prior de Fonte Avellana que li enviés Pere Damià com a magister per ensenyar la seva comunitat. Pere fou a Pomposa del 1040 al 1042.
El 1042, també per orde del prior, se'n va de Pomposa al monestir de San Vincenzo al Furlo a Urbino, per reformar la manera de viure-hi d'acord amb l'espiritualitat camaldulenca. Hi escrigué la Vita Romaldi a partir dels testimonis de gent que l'havia tractat.

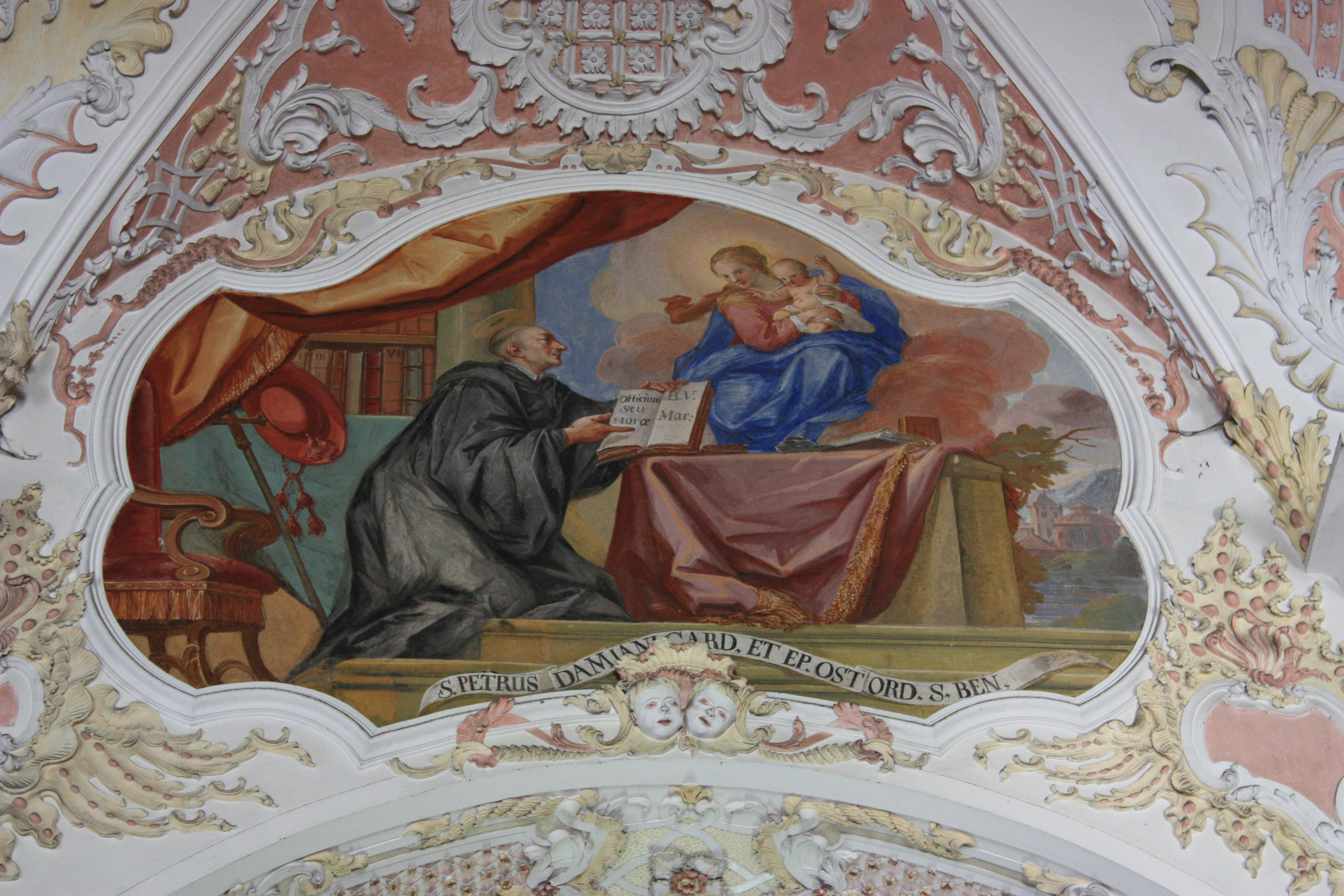
Pintura de Josef Ferdinand Fromiller al monestir d'Ossiach (Caríntia, Àustria)

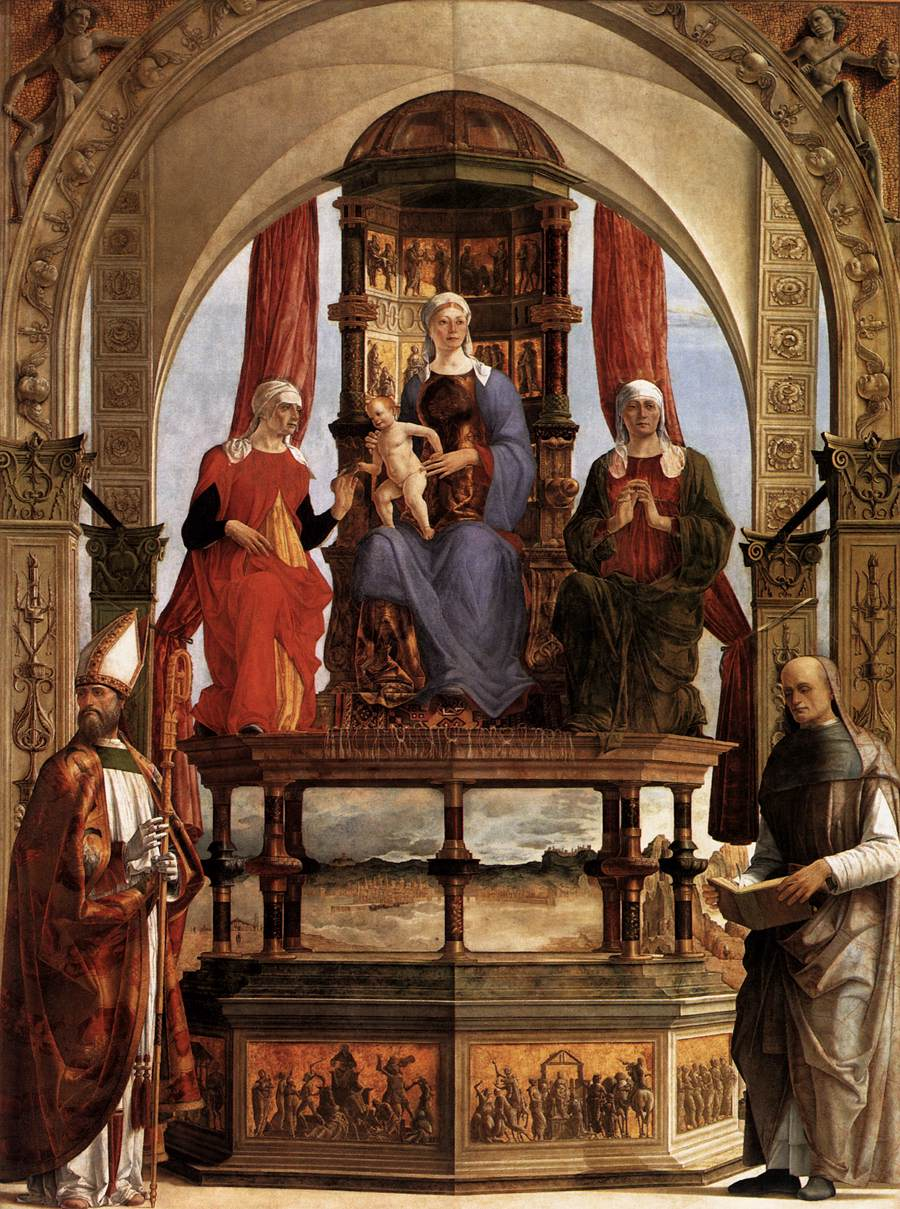
Pala di Santa Maria in Porto per Ercole de' Roberti, s. XV (Milà, Pinacoteca Brera), amb Pere Damià a la dreta

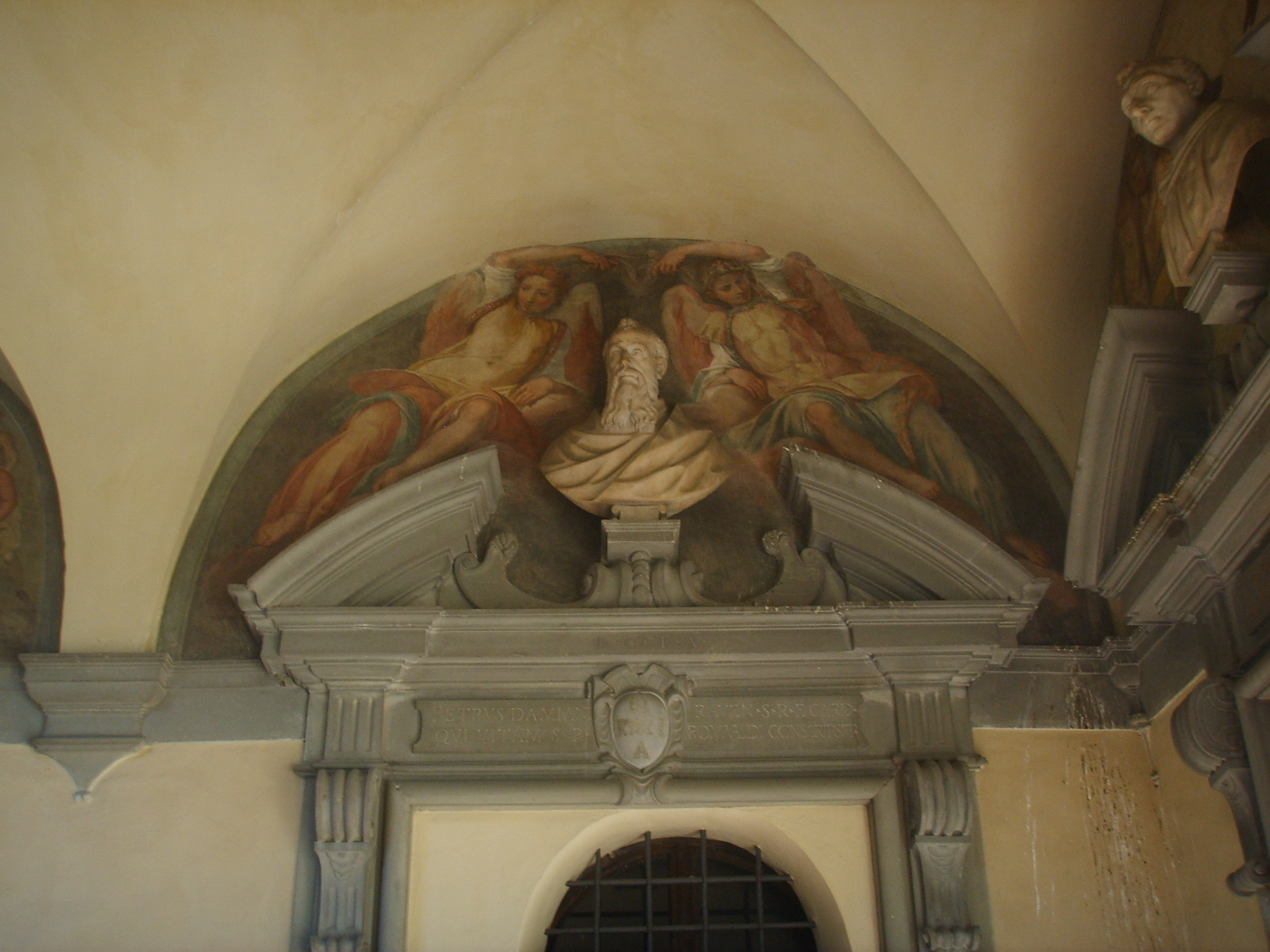
Bust del sant al claustre de S. Maria degli Angeli (Florència)

Al final de 1043, en morir el prior Guido, va retornar a Fonte Avellana, on va ser elegit com a prior: va ésser al càrrec durant catorze anys, fins al 1057. Es dedicà a l'organització i la difusió de la vida eremítica i de millorar les condicions del monestir. Va redactar una regla on remarcava el rigor de l'eremita i la vocació de pregària continuada que ha de tenir el monjo, que ha de portar una vida austera, de caritat fraterna i obediència al superior. La cel·la del monjo, deia, era el lloc on «Déu conversa amb els homes». A banda, va fer edificacions noves i en va restaurar d'altres; en particular, va preocupar-se per millorar la biblioteca de Fonte Avellana. A més, va fundar fins a tretze noves cases de l'orde a Itàlia: Perugia, Rimini, Faenza, Gubbio, etc.

### Tasca com a reformador
Va ser un dels principals impulsors de la reforma gregoriana de l'Església. Per això va visitar moltes diòcesis per mirar de convèncer els bisbes: Urbino, Assís, Gubbio, etc. També va fer apartar del càrrec bisbes culpables de simonia, com els de Pesaro, Fano, Osimo i Città di Castello. El 1046 va assistir a la coronació de l'emperador Enric III a Roma i va entrar en contacta amb la cort; a partir de llavors, va viatjar a Alemanya, on va ser confessor de l'emperadriu Agnès d'Aquitània.
El 1047 fou al sínode de Roma, on es va discutir el problema de la simonia. També va participar en els sínodes de 1049, 1050, 1051 i 1053. El 1049 redactà el Liber Gomorrhianus, sobre el «pecat» de la sodomia. Continuà escrivint i treballant per estendre la reforma eclesiàstica. Lleó IX el nomenà prior d'Ocri. Igualment, col·laborà per la reforma amb els papes Esteve IX, Nicolau II i Alexandre II.
Com a reformador, va intentar:
- separar el poder polític de les connotacions sagrades que havia obtingut, i que havien portat a la generalització de la simonia i al conflicte de les Investidures;
- incrementar l'autoritat del papa, enfront de la d'altres bisbes i l'emperador;
- reformar la vida dels clergues, combatent el nicolaisme, o interpretació laxa del celibat, i proposant un model de vida basat en el dels monjos.

### Bisbe d'Òstia i conseller pontifici
Esteve IX el nomenà cardenal i bisbe d'Òstia el 1057 o 1058, la qual cosa el feia entrar en el cercle dels set cardenals amb un contacte més estret amb el papa. Pere Damià no volia acceptar-lo, ja que volia tornar a la vida eremítica, però va acabar anant a Roma. Els papes el van enviar a diverses missions per lluitar contra la simonia: Milà (1059, on hi havia greus conflictes amb clergues de vida llicenciosa que reivindicaven l'autonomia de l'església ambrosiana); Cluny (1063), Florència, Màntua, Ravenna i altres ciutats italianes.

### Últims anys i retorn al monestir
El 1067, Pere Damià, després de nombroses demandes, va obtenir del papa el permís per a tornar a Fonte Avellana i va renunciar als seus càrrecs. Dos anys després, però, va haver de complir una última missió en el conflicte amb Enric IV del Sacre Imperi Romanogermànic arran del seu intent de divorci. La missió acabà amb el Concili de Magúncia de 1069.
De nou a Fonte Avellana, va reprendre l'austeritat i la mortificació de la vida eremítica, i el treball manual, sobretot la manufactura de culleres de fusta. El 1071 se'n va anar a Montecassino a la consagració de la nova església i l'any següent a Ravenna per restablir les relacions de la ciutat amb l'arquebisbe Enric, amb qui hi havia hagut conflictes.

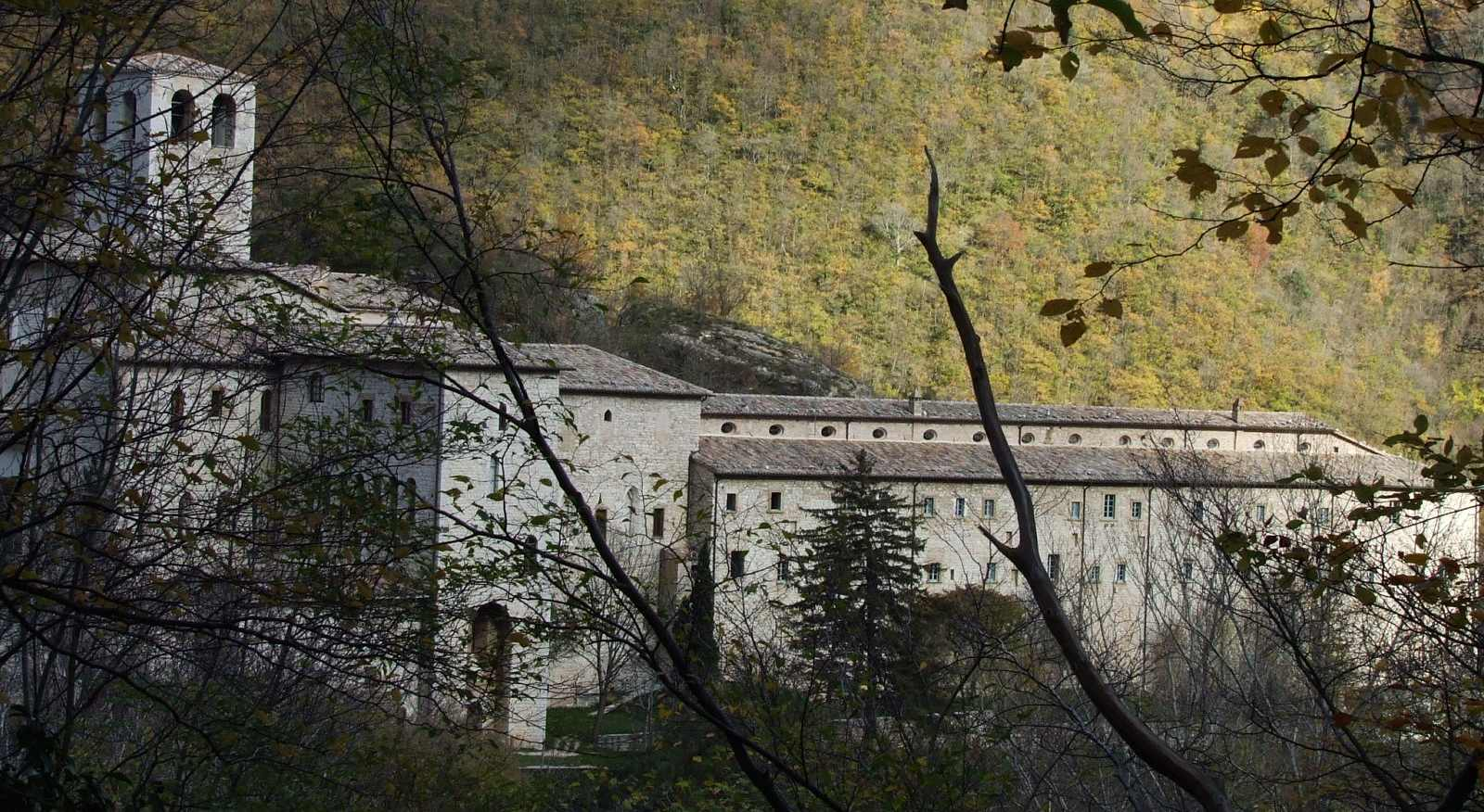
Monestir de Fonte Avellana

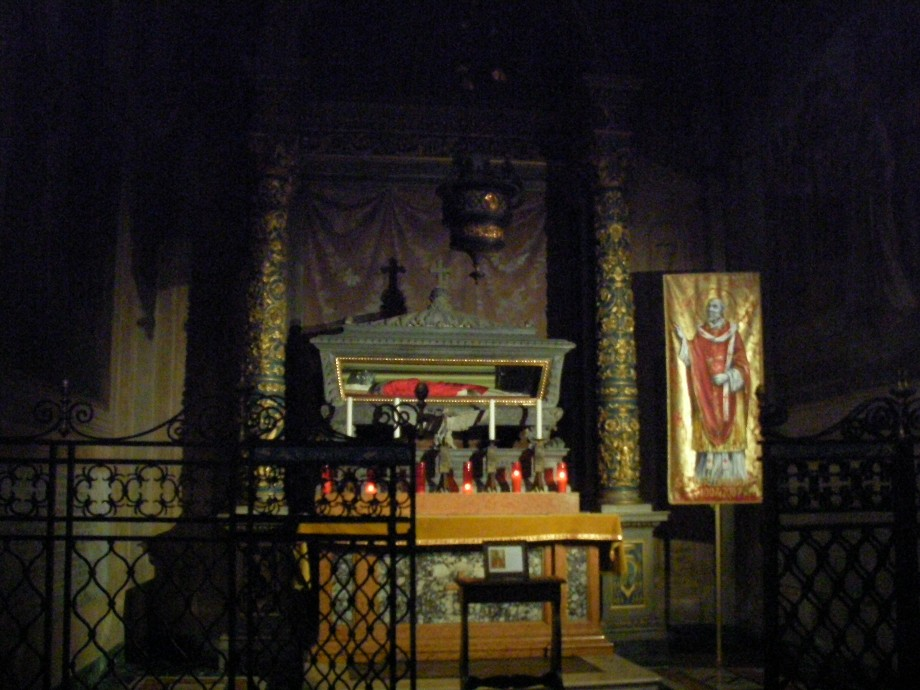
Urna amb el seu cos a la catedral de Faenza

En un dels viatges, va emmalaltir i es va deturar a Faenza, hostatjant-se al monestir benedictí de Santa Maria Fuori le Mura (actual Santa Maria Vecchia); hi morí la nit del 21 de febrer de 1072. Sebollit a l'església del monestir, va ser traslladat a la catedral de la ciutat, on encara es conserva el seu cos.
Havia escrit un epitafi per al seu sepulcre, que s'hi pot llegir:

Jo vaig ésser al món el que tu ets ara; tu seràs el que jo ara sóc:
no prestis fe a les coses que veus destinades a morir;
són senyals frívols que precedeixen la veritat, són breus moments als que segueix l'eternitat.
Viu pensant en la mort perquè puguis viure eternament.
Tot el que és present, passa; resta en canvi el que s'apropa.
Com has ben proveït qui t'ha deixat, oh món malvat,
qui és mort abans amb el cos a la carn que no amb la carn al món!
Prefereix les coses celestials a les terrenes i les eternes a les caduques.
L'ànima lliure torni al seu començament:
l'esperit pugi a les altures i torni a aquella font de la que havia vingut,
menyspreï sota seu allò que el reté a baix.
Recorda't de mi, t'ho prego; mira pietós les cendres de Pere;
amb pregàries i planys de: "Senyor, perdoneu-lo"
Pere Pecador

## Obres
- Vita beati Romualdi
- Liber Gratissimus contra la simonia
- Disceptatio Synodalis en defensa d'Alexandre II i contra l'antipapa Honori II
- Liber Gomorrhianus contra la sodomia, especialment al clergat
- De sancta simplicitate
- De divina omnipotentia, ca. 1067
- Dominus vobiscum'

Va ser l'escriptor més prolífic del seu segle i un dels que se'n conserven més manuscrits copiats arreu d'Europa, testimoni de la difusió de les seves obres. Va escriure 180 cartes, algunes autèntics tractats, obres litúrgiques i teològiques, sermons, obres biogràfiques...